# Osinniki
Osinniki (shorsk. Tagdagal ) é uma cidade no Oblast de Kemerovo, centro administrativo do distrito Osinnikovsky, Rússia. Pela Ordem do Governo da Federação Russa datada de 29 de julho de 2014 “Aprovação da Lista de Cidades”. O distrito de Osinnikovsky está incluído na categoria “Municipios de indústria única da Federação Russa com riscos de deterioração da situação socioeconomica”. 

## Geografía
Osinniki está localizada próximo ao rio Kondoma, na confluência do rio Kandalep. A cidade está localizada 244 km ao sul de Kemerovo. Perto da cidade estão localizados so assentamentos: Berezovaya Griva, Zarechniy, Kulchani, Fedorovka, Krasnaya Orlovka, Krasniy Kaltan, Ashmarino.  

## Fuso horário
A cidade de Osinniki, como toda a região de Kemerovo, está no fuso horário MSK +4 (tempo de Krasnoiarsk). O deslocamento do tempo em relação ao UTC é +7. 

## História
A cidade foi fundada em 1926. Antes a aldeia era chamada Osinovka e apenas em 4 de dezembro de 1938 ela recebeu o título de cidade. Nos anos de 1961 a 1963 e 1987 a 1989 a cidade foi o centro do distrito de Osinnikovsky.

## População
Em 1º de janeiro de 2018, em termos de população, a cidade estava na posição 361 de 1113 cidades da Federação Russa.  

## Transporte
Estação de trem de Osinniki (antes chamada Kandalep – por causa do nome do rio) e a “plataforma 405 km” na linha Novokuznetsk - Tashtagol. A “plataforma 405 km” é a mais popular entre os passageiros, pois fica perto do centro da cidade. 
Estradas para Kaltan através de Shushtalep, para Atamanovo através de Tayzhina e para Novokuznetsk através de Sosnovka. 
Há um bonde na cidade (dois itinerários). 
Ônibus da cidade - quatro itinerários: 1, 6, 9, 10. Micro-ônibus: 1, 1a, 10a, 31, 103a. 
Ônibus intermunicipais para Kaltan, Malinovka, Shushtalepa,Postoyani e Novokuznetsk. 
Perto da entrada para a cidade vindo de Kondoma localiza-se a rodovia de onde saem ônibus para Kemerovo, Novokuznetsk e aldeias vizinhas. 

## Economia
Osinniki é um dos mais importantes centros de mineração de carvão da Rússia. Existem várias empresas de carvão, bem como empresa elétrica, empreiteira e oficina de máquinas. 

## Educação
Escolas, jardins de infância, Escola Técnica Politécnica de Osinniki, escola de arte, escola de música número 20, escola de arte número 57, Escola de boxe Tarash. 

## Organizações
Organização de educação e ciência da Federação Russa 
União Russa de Veteranos do Afeganistão
Organização Shoria-Tagtagal 
Organização Centro de cultura da Alemanha
Organização pública Centro de cultura tártara 
Conselho da Cidade 
União "Chernobyl" 
União Russa de Veteranos 

## Cidadãos famosos
Sergei Anatolevich Poddubni (1968) - deputado da Duma Federal da Federação Russa 
Vladimir Andreevich Sevankaev (1935-2004) - piloto, capitão da Força Aérea Russa, Heroi da Federação Russa 
Valeria Valerievna Chepsarakova (1989) - campeã europeia de luta livre olímpica (2013) 
Elena Evgenievna Shaligina (1986) - Lutadora do Cazaquistão, medalha de bronze nos Jogos Olímpicos de Verão de 2008 em Pequim. 
Alexandr Genadevich Chichcin (1960) - deputado da Duma Federal da Federação Russa 
Sergei Urivich Belousov (1961-2010) - músico, poeta e compositor, líder do grupo “Comitet ohrani tepla”